# Seznam největších jezer v Evropě podle rozlohy

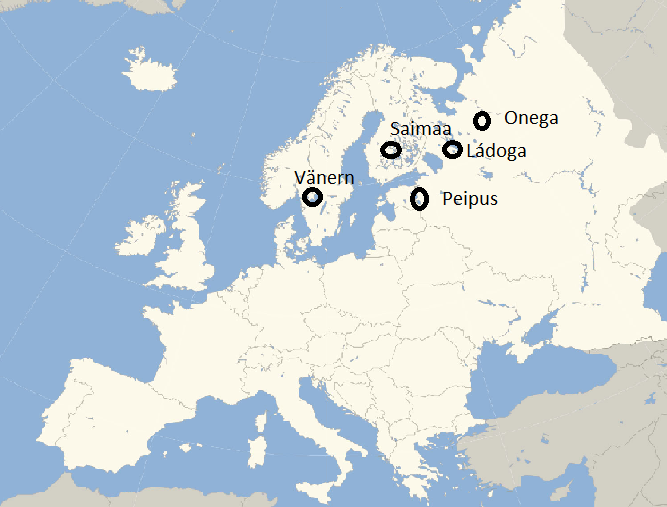
Největší Evropská jezera

Přehled přírodních jezer v Evropě s plochou přes 200 km² (bez evropských přehrad).
Části jezer s vlastním názvem přesahující 200 km² jsou uvedeny u příslušného jezera kurzívou. V závorce je uveden odkaz na seznam jezer příslušného státu.
Jezera jsou seřazena podle rozlohy. Rozloha jezer je často proměnlivá v závislosti na roční době i meziročně.
Rozloha některých jezer byla zvětšena vybudováním přehradních hrází. V přehledu jsou jezera řazena podle rozlohy vlastního jezera bez započtení navýšení v důsledku zvýšení hladiny přehradou. 
Rozloha jezer je uváděna bez ostrovů, pouze pokud rozloha bez ostrovů není známá je uvedena rozloha včetně ostrovů.

## Jezera větší než 200 km²
- Ladožské jezero 17 703 km² (Rusko)
- Oněžské jezero 9 616 km² (Rusko)
- Vänern 5 648 km² (Švédsko) - největší jezero v Evropské unii
- Saimaa 4 377 km² (Finsko) Saimaa 1377, Pihlajavesi 713, Orivesi 601, Haukivesi 562, Puruvesi 421, Pyhäselkä 361
- Čudsko-pskovské jezero 3 555 km² (Rusko, Estonsko) Čudské 2610, Pskovské 710, Teplé 335
- Vättern 1 893 km² (Švédsko)
- Bílé jezero 1 290 km² (Rusko)
- IJsselmeer 1 250 km² (Nizozemsko)
- Mälaren 1 122 km² (Švédsko)
- Päijänne 1 081 km² (Finsko)
- Inari 1 040 km² (Finsko)
- Topozero 986 km² (Rusko)
- Iľmeň 982 km² (Rusko)
- Iso-Kalla 898 km² (Finsko) Kallavesi 473, Suvasvesi 234
- Pielinen 894 km² (Finsko)
- Oulujärvi 887 km² (Finsko)
- Segozero 815 km² (Rusko)
- Imandra 812 km² (Rusko)
- Pjaozero 659 km² (Rusko)
- Balaton 596 km² (Maďarsko)
- Ženevské jezero 580 km² (Švýcarsko, Francie)
- Vygozero 560 km² (Rusko)
- Bodamské jezero 536 km² (Německo, Švýcarsko, Rakousko)
- Razelm 500 km² (Rumunsko)
- Keitele 494 km² (Finsko)
- Hjälmaren 483 km² (Švédsko)
- Storsjön 464 km² (Švédsko)
- Umbozero 422 km² (Rusko)
- Vože 416 km² (Rusko)
- Kubenské jezero 407 km² (Rusko)
- Lough Neagh 382 km² (Velká Británie)
- Gardské jezero 370 km² (Itálie)
- Mjøsa 365 km² (Norsko)
- Skadarské jezero 360 km² (Černá Hora, Albánie)
- Siljan a Orsasjön 354 km² (Švédsko)
- Ohridské jezero 347 km² (Makedonie, Albánie)
- Manyč-Gudilo 344 km² (Rusko)
- Lača 334 km² (Rusko)
- Torneträsk 332 km² (Švédsko)
- Puula 331 km² (Finsko)
- Vodlozero 322 km² (Rusko)
- Neziderské jezero 315 km² (Rakousko, Maďarsko)
- Prespanské jezero 288 km² (Makedonie, Albánie, Řecko)
- Hornavan 283 km² (Švédsko)
- Höytiäinen 283 km² (Finsko)
- Võrtsjärv 271 km² (Estonsko)
- Uddjaure 269 km² (Švédsko)
- Samozero 266 km² (Rusko)
- Akkajaure 261 km² (Švédsko)
- Střední Kujto 257 km² (Rusko)
- Näsijärvi 256 km² (Finsko)
- Pyhäjärvi (Kitee) (Pjuhjajarvi) 255 km² (Finsko, Rusko) – podle finských zdrojů jen 207 km²
- Yli-Kitka 237 km² (Finsko)
- Kemijärvi 231 km² (Finsko)
- Kovdozero 224 km² (Rusko)
- Kereť 223 km² (Rusko)
- Seliger 222 km² (Rusko)
- Joujärvi 220 km² (Finsko)
- Røssvatnet 219 km² (Norsko)
- Neuchâtelské jezero 215 km² (Švýcarsko)
- Ňuk 214 km² (Rusko)
- Lago Maggiore (Langensee) 210 km² (Itálie, Švýcarsko)
- Sasyk (Kunduk) 210 km² (Ukrajina)
- Lovozero 209 km² (Rusko)
- Femunden 204 km² (Norsko)
- Aralsor 200 km² (Kazachstán)
- Janisjarvi 200 km² (Rusko)
- Šalkar 200 km² (Kazachstán)

## Jezera s rozlohou 100–200 km²
- Horní Kujto 198 km² (Rusko)
- Bolmen 198 km² (Švédsko)
- Kiantajärvi 191 km² (Finsko)
- Konnevesi 189 km² (Finsko)
- Golodnaja guba 186 km² (Rusko)
- Ströms Vattudal 183 km² (Švédsko)
- Ondozero 182 km² (Rusko)
- Loch Coirib (Lough Corrib) 176 km² (Irsko)
- Storavan 173 km² (Švédsko)
- Nilakka 169 km² (Finsko)
- Storuman 169 km² (Švédsko)
- Koitere 167 km² (Finsko)
- Leksozero 166 km² (Rusko)
- Iisvesi 164 km² (Finsko)
- Kallsjön 158 km² (Švédsko)
- Pyhäjärvi (Eura) 155 km² (Finsko)
- Stora-Lulevatten 155 km² (Švédsko)
- Étang de Berre 155 km² (Francie)
- Kivijärvi 154 km² (Finsko)
- Elton 152 km² (Rusko)
- Sandal 152 km² (Rusko)
- Vanajavesi 150 km² (Finsko)
- Åsnen 150 km² (Švédsko)
- Komské jezero 146 km² (Itálie)
- Lappajärvi 145 km² (Finsko)
- Suontee 143 km² (Finsko)
- Dolní Kujto 141 km² (Rusko)
- Randsfjorden 139 km² (Norsko)
- Tyrifjorden 139 km² (Norsko)
- Viinijärvi 135 km² (Finsko)
- Jalpuh 134 km² (Ukrajina)
- Längelmävesi 133 km² (Finsko)
- Sommen 132 km² (Švédsko)
- Kyyvesi 128 km² (Finsko)
- Trasimenské jezero 124 km² (Itálie,
- Skagern 124 km² (Švédsko)
- Engozero 122 km² (Rusko)
- Pyhäjärvi (Pyhäjärvi) 122 km² (Finsko)
- Pyhäjärvi (Nokia) 122 km² (Finsko)
- Snåsavatnet 122 km² (Norsko)
- Kolvické jezero 121 km² (Rusko)
- Loch Deirgeirt (Lough Derg) 118 km² (Irsko)
- Keurusselkä 117 km² (Finsko)
- Baskunčak 115 km² (Rusko)
- Lucernské jezero (Vierwaldstättersee) 114 km² (Švýcarsko)
- Onkivesi 114 km² (Finsko)
- Bolsenské jezero 114 km² (Itálie)
- Flåsjön 114 km² (Švédsko)
- Virihaure 112 km² (Švédsko)
- Mallasvesi-Roine 110 km² (Finsko)
- Pielavesi 110 km² (Finsko)
- Inder 110 km² (Kazachstán)
- Müritz 117 km² (Německo)
- Vesijärvi 108 km² (Finsko)
- Śniardwy 107 km² (Polsko)
- Lower Lough Erne 105 km² (Velká Británie)
- Loch Rí (Lough Ree) 105 km² (Irsko)
- Ontojärvi-Nurmesjärvi 105 km² (Finsko)
- Mamry 104 km² (Polsko)
- Kahul 103 km² (Ukrajina)
- Torrön 103 km² (Švédsko)
- Glafsfjorden 102 km² (Švédsko)
- Kolima 101 km² (Finsko)
- Malgomaj 101 km² (Švédsko)
- Pjalozero 100 km² (Rusko)
- Tunnsjøen 100 km² (Norsko)

## Ostatní kontinenty
- Největší jezera v Africe podle rozlohy
- Největší jezera v Antarktidě podle rozlohy
- Největší jezera v Asii podle rozlohy
- Největší jezera v Austrálii a Oceánii podle rozlohy
- Největší jezera v Jižní Americe podle rozlohy
- Největší jezera v Severní Americe podle rozlohy